# Posavski muzej Brežice
Posavski muzej Brežice je nameščen v mogočnem gradu Brežice in spada v pomembno grajsko arhitekturo v Posavju. Grad Brežice je v pisanih virih prvič omenjen leta 1249 , največ del na gradu pa je bilo opravljenih v 16. stoletju n. št. in je ostal dobro ohranjen. V gradu je predstavljena dediščina občin Brežice, Krškega in Sevnice od pradavnine do danes.
V gradu je razstavljenih nekaj lepih zbirk, arheološke in etnološke vsebine, kot so:
- Arheološka zbirka, ki hrani ostanke poselitve Posavja od mlajše kamene dobe, bronaste dobe, železne dobe, čas Rimljanov do Slovanov,
- Zbirka kmečkih uporov, ki se posveča kmečkim uporom v leta 1515 (upor zaradi ugrabitve kmečkih žena in otrok v okolici Brežic in njihove prodaje v sužnost v hrvaško primorje, kar sta storila viteza Marko in Štefan iz Klisa) ter o velikem puntu leta 1573,
- Etnološka zbirka, ki predstavlja življenje kmečkega človeka in njegovo gospodarsko ter stanovanjsko kulturo ter poklice in obrti s kratko zgodovino lokalnega vinarstva in vinogradništva,
- Zbirka novejše zgodovine, ki predstavlja preteklost v 19. stoletju,
- Slikarska zbirka slovenskih baročnih mojstrov, sakralne in posvetne umetnosti,
- Arhitekturna znamenitost je grajska Viteška dvorana, opremljena s čudovitimi freskami iz začetka 18. stoletja. Ponaša se z dobro akustiko, v njej se vsako leto vrstijo koncerti stare glasbe. Namenjena je vrhunskim kulturnim in protokolarnim prireditvam. Grad so večkrat uporabili pri snemanju domačih in tujih celovečernih filmov.